# Al-Sarat

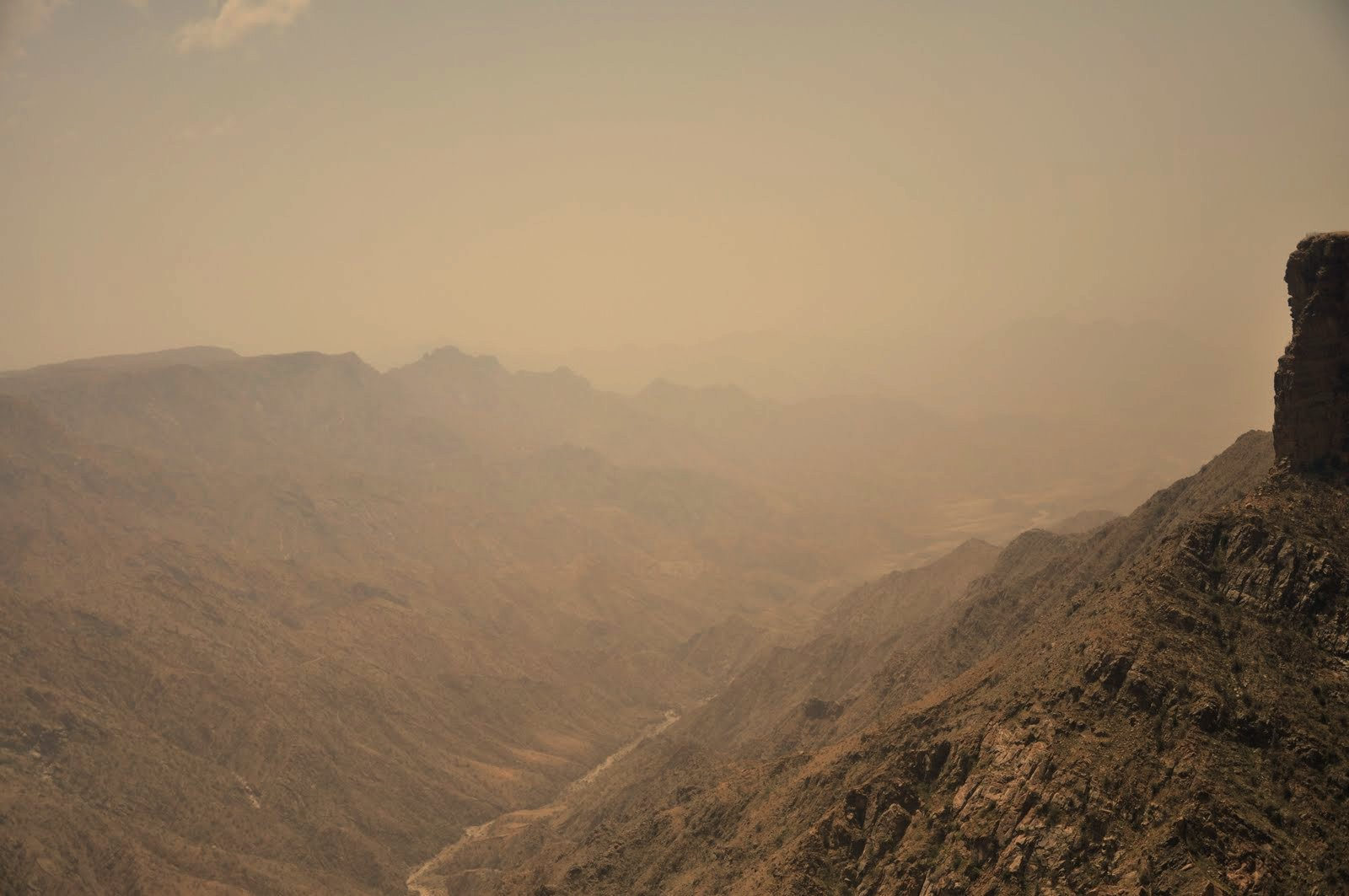
Al-Sarat vista des de la vall Habala

Al-Sarat (àrab: جبال السروات, jibāl as-Sarawāt, ‘muntanyes de les Esquenes’) és una serralada que va del golf d'Aqaba al golf d'Aden, a la península Aràbiga. El nom, de fet, s'utilitza rarament.